# 캐널시티 하카타

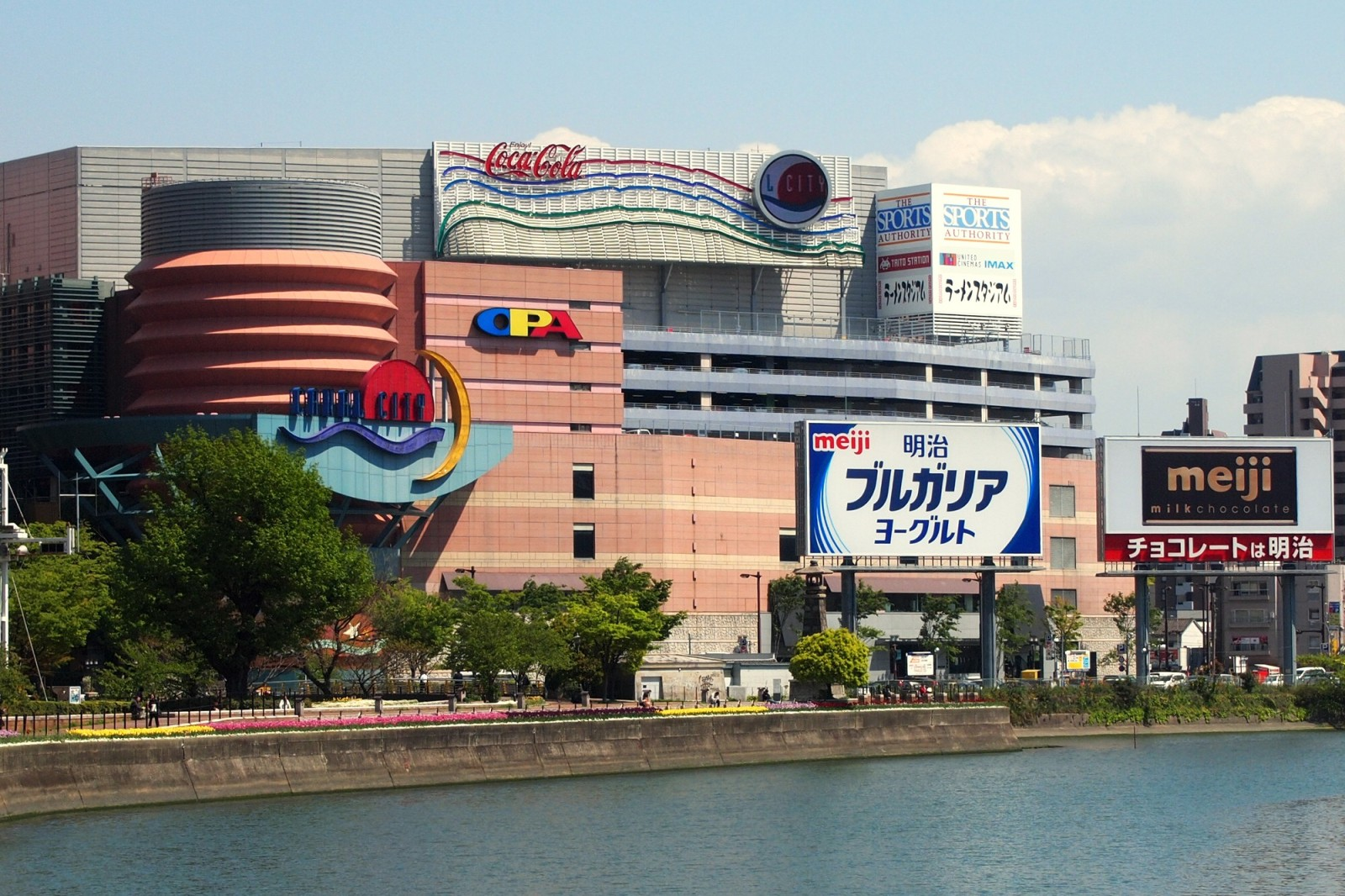
캐널시티 하카타

캐널시티 하카타(일본어: キャナルシティ博多)는 일본 후쿠오카현 후쿠오카시 하카타구에 있는 복합 시설이다. 오피스동과 호텔, 상업시설 등이 늘어서 있으며, 커낼시티 극장과 라멘 스튜디오 등이 있다. 이 시설을 시공한 건설 회사는 대한민국의 대우건설에서 시공한 건축물로 평가하고 있어, 대우건설의 해외 실적으로는 최고로 좋은 시설로 손을 꼽은 것이다.

## 같이 보기
- 난바 파크스
- 롯폰기 힐스